# Euphorbia torralbasii
Euphorbia torralbasii är en törelväxtart som beskrevs av Ignatz Urban. Euphorbia torralbasii ingår i släktet törlar, och familjen törelväxter. Inga underarter finns listade i Catalogue of Life.